# De Havilland Dragon
de Havilland DH.84 Dragon là một loại máy bay thương mại cỡ nhỏ thành công. Do công ty de Havilland thiết kế và chế tạo.

## Biến thể
- Dragon 1:
- Dragon 2:
- DH.84M Dragon:

## Quốc gia sử dụng

### Quân sự
Australia
- Không quân Hoàng gia Australia

 Austria
- Không quân Áo (1927–1938)

 Brazil
- Hải quân Brazil

 Đan Mạch
- Không quân Hoàng gia Đan Mạch

 Ethiopia
- Không quân Ethiopia

 Iraq
- Không quân Hoàng gia Iraq

 Ireland
- Quân đoàn Không quân Ireland

 New Zealand
- Không quân Hoàng gia New Zealand

 Bồ Đào Nha
- Không quân Bồ Đào Nha

 South Africa
- Không quân Nam Phi

 Tây Ban Nha
- Không quân Tây Ban Nha

 Thổ Nhĩ Kỳ
- Không quân Thổ Nhĩ Kỳ

 United Kingdom
- Không quân Hoàng gia

 Kingdom of Yugoslavia
- Không quân Hoàng gia Nam Tư

### Dân sự
Úc
- MacRobertson-Miller Aviation

 Brasil
- VASP

 Canada
- Canadian Airways

 Ai Cập
- Misrair

 Pháp
- Lignes Aériennes Nord-Africaines (L.A.N.A.)

 Ấn Độ
- Indian National Airways

 Ireland
- Aer Lingus

 Kenya
- Wilson Airways Ltd

 New Zealand
- Air Travel (NZ) Ltd
- East Coast Airways
- Union Airways of N.Z. Ltd

 Nam Phi
- African Air Transport

 Anh Quốc
- Aberdeen Airways
- Air Navigation & Trading
- Air Dispatch
- Allied Airways

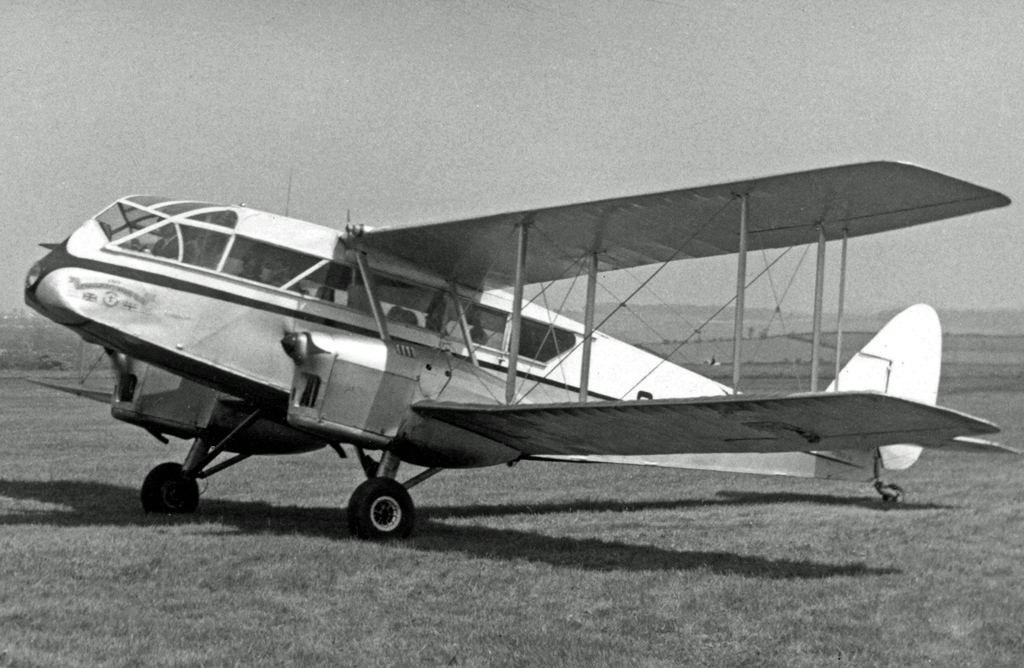
DH.84 Dragon 1 của Air Navigation & Trading (UK) năm 1956

- Blackpool and West Coast Air Services
- British Airways
- British Continental Airways
- Commercial Air Hire
- Great Western & Southern Air Lines
- Highland Airways
- Hillman's Airways
- Jersey Airways
- Northern and Scottish Airlines
- Olley Air Service
- Provincial Airlines
- Railway Air Services
- Scottish Motor Traction
- Spartan Airlines
- Western Airways

## Tính năng kỹ chiến thuật (DH.84 Dragon 1)
Dữ liệu lấy từ de Havilland Aircraft since 1909 
Đặc điểm tổng quát
- Kíp lái: 1
- Sức chứa: 6-10 hành khách
- Chiều dài: 34 ft 6 in (10,52 m)
- Sải cánh: 47 ft 4 in (14,43 m)
- Chiều cao: 10 ft 1 in (3,07 m)
- Diện tích cánh: 376 ft² (34,9 m²)
- Trọng lượng rỗng: 2.300 lb (1.045 kg)
- Trọng lượng có tải: 4.200 lb (1.909 kg)
- Động cơ: 2 × de Havilland Gipsy Major 1, 130 hp (97 kW)  mỗi chiếc

 Hiệu suất bay 
- Vận tốc cực đại: 128 mph (111 knot, 206 km/h)
- Vận tốc hành trình: 109 mph (95 knot, 167 km/h)
- Tầm bay: 545 mi (450 nmi, 833 km)
- Trần bay: 12.500 ft (3.800 m)
- Vận tốc lên cao: 612 ft/phút (3,1 m/s)